# 기타구 (나고야시)
기타구(일본어: 北区)는 일본 아이치현 나고야시를 구성하는 16개 구 중 하나이다.
나고야시 북부에 위치하고 JR 주오선, 나고야 고속도로 세토선과 고마키선 등 철도와 나고야 고속도로, 국도 19호선, 41호선 등의 간선도로가 남북으로 지나고 있어 "북쪽의 관문"으로 칭해진다. 이전에는 공장을 많이 볼 수 있었지만 현재는 사라졌고 공장 철거지에는 대규모 공영 주택과 맨션이 들어섰다. 나고야시의 구 중 미도리구, 나카가와구에 이어 3번째로 인구가 많다.

## 인접한 자치체
- 나고야시 니시구, 모리야마구, 나카구, 히가시구
- 가스가이시
- 기타나고야시
- 니시카스가이군 도요야마정

## 역사
- 1944년 - 나고야시에 기타구가 설치되었다.

## 교통

### 철도
- 나고야시 교통국(나고야 시영 지하철)
  - 메이조선
  - 가미이다선
- 나고야 철도
  - 세토선
  - 고마키선

### 도로
- 나고야 고속도로
- 히가시메이한 자동차도
- 국도 19호선
- 국도 41호선
- 국도 302호선